# Wen I-tzu
Wen I-tzu (chiń. trad. 溫憶慈; pinyin Wēn Yìcí; ur. 31 października 1991 w Taizhong) – tajwańska siatkarka grająca na pozycji środkowej. Obecnie występuje w drużynie Hsin Min.